# 霍利芒廷鎮區 (阿肯色州范布倫縣)
霍利芒廷鎮區（英語：Holly Mountain Township）是位於美國阿肯色州范布倫縣的一個行政鎮區。

## 地方資料
霍利芒廷鎮區的面積為74.50平方千米，當中陸地面積為74.39平方千米，而水域面積為0.11平方千米。根據2010年美國人口普查的數據，當地共有人口523人，而人口密度為每平方千米7.02人。